# Malatrogia castanitis
Malatrogia castanitis är en fjärilsart som beskrevs av George Francis Hampson 1907. Malatrogia castanitis ingår i släktet Malatrogia och familjen nattflyn. Inga underarter finns listade i Catalogue of Life.